# 루도비코 테르시니
루도비코 테르시그니(이탈리아어: Ludovico Tersigni, 1995년 8월 8일 ~ )는 이탈리아의 배우이다.

## 출연
- 오렌지와 망치 (2014년)
- 어떤 일이든 일어날 수있다 (2015년-2018년)
- 여름에 (2016년)
- 이탈리아에 수치 (2018년 - 현재)
- 서머타임 (2020년 - 2022년)
- 더 엑스 팩터 (2021년)
- 드래그 레이스 이탈리아 (2022년)